# Frederik Rønnow
Frederik Riis Rønnow (deutsch auch Frederik Rönnow; geboren am 4. August 1992 in Horsens, Dänemark) ist ein dänischer Fußballtorwart. Er entstammt den Jugendmannschaften des AC Horsens und spielt beim 1. FC Union Berlin. Rønnow gehörte von 2016 bis 2024 zum Kader der dänischen Nationalmannschaft und nahm an jeweils zwei Welt- und Europameisterschaften (2018 und 2022 respektive 2021 und 2024) teil.

## Karriere

### Vereine
Rønnow wuchs in seiner Geburtsstadt Horsens an der jütischen Ostküste auf. Er trat zunächst dem Amateurverein Stensballe IK bei, ehe er in die Jugendabteilung des AC Horsens wechselte. Am 5. August 2010 erhielt er einen Vollzeitvertrag mit einer Laufzeit von fünf Jahren, kam allerdings in der Saison 2010/11 zu keinem Einsatz. Am 31. März 2012 gab er mit seinem Einsatz beim 1:0-Sieg am 23. Spieltag sein Debüt in der Superliga gegen Aalborg BK. In der Folgezeit hatte er einen Stammplatz im Tor der Horsensianer und absolvierte im dänischen Pokalwettbewerb, in dem er vor seinem Debüt in der Liga häufiger zum Einsatz gekommen war, sechs Einsätze. Er erreichte mit der Mannschaft das Finale, das der AC Horsens mit 0:1 gegen den FC Kopenhagen verlor. In der Liga spielte Rønnow in elf Partien und belegte mit dem AC Horsens den vierten Tabellenplatz. Dadurch spielte der Verein in der Saison 2012/13 in der Qualifikation zur Europa League und schlug den IF Elfsborg, schied aber gegen Sporting Lissabon aus. Dabei war Rønnow in allen vier Partien zum Einsatz gekommen. National spielte er in fünf Partien im dänischen Pokalwettbewerb und in 33 in der Liga, aus der der AC Horsens als Tabellenelfter abstieg. Sein Vertrag lief bis 2017.
Anfang Juli 2013 wechselte Rønnow leihweise zu Esbjerg fB und setzte sich mit dem Verein in den Play-offs zur Europa League gegen die AS Saint-Étienne durch. In der Europa League kam er zu acht Einsätzen und qualifizierte sich mit Esbjerg fB als Tabellenzweiter für die erste K.O.-Runde, in der man gegen die AC Florenz ausschied. Wegen Knieproblemen kam er in diesen beiden Spielen und in der Liga bis zum Saisonende nicht mehr zum Einsatz. Esbjerg fB belegte zum Saisonende den fünften Tabellenplatz. Da sein Leihvertrag nicht verlängert wurde, kehrte er im Sommer 2014 zum AC Horsens zurück. Er kam in der zweiten Liga zu elf Einsätzen und verpasste mit dem sechsten Tabellenplatz den Aufstieg in die Superliga.
Anfang Juli 2015 wechselte Rønnow zum Erstligisten Brøndby IF. Er kam in der Qualifikation zur Europa League zu zwei Einsätzen und schied dort mit Brøndby IF gegen PAOK Thessaloniki aus; in der Liga absolvierte er 33 Einsätze und belegte mit dem Verein den vierten Tabellenplatz. In der neuen Saison spielte Rønnow in der Qualifikation zur Europa League in sieben Partien und sah dabei einmal die rote Karte. Außerdem spielte er dreimal im dänischen Pokalwettbewerb und in 26 Partien im regulären Punktspielbetrieb, in dem Brøndby IF als Tabellenzweiter sich für die Meisterrunde qualifizierte. In dieser kam Rønnow in acht Partien zum Einsatz und belegte mit dem Verein den zweiten Tabellenplatz. In seiner letzten Saison für Brøndby IF, der Spielzeit 2017/18, wurde er mit dem Verein Vizemeister und Pokalsieger. Sein Vertrag bei Brøndby lief bis 2019.
Zur Saison 2018/19 wechselte Rønnow in die Bundesliga zu Eintracht Frankfurt. Er war als Stammtorwart eingeplant und kam in den ersten drei Pflichtspielen der Eintracht zum Einsatz, doch als er durch Unsicherheiten auffiel, lieh die Eintracht kurz vor Ende der Sommertransferperiode Kevin Trapp von Paris Saint-Germain aus, und Rønnow verlor seinen Stammplatz. Während seiner ersten Saison kam er zu insgesamt jeweils zwei Einsätzen in der Liga sowie in der Europa League, in der die Frankfurter das Halbfinale erreichten. Als der mittlerweile fest verpflichtete Trapp in der folgenden Saison für den Rest der Hinrunde verletzt ausfiel, vertrat Rønnow ihn und konnte durch starke Leistungen überzeugen.
Ende September 2020 wurde der Däne im Tausch mit Markus Schubert bis Saisonende an den Ligakonkurrenten FC Schalke 04 verliehen. Rønnow verdrängte zunächst Ralf Fährmann als Stammtorwart und absolvierte sieben Bundesligaspiele. Anschließend verletzte er sich; Schalkes Trainer Manuel Baum, Huub Stevens, Christian Gross und Dimitrios Grammozis setzten auch im Anschluss an seine Genesung wieder auf die Dienste von Fährmann, so dass der Däne bis Saisonende nur noch aufgrund einer Verletzung Fährmanns zu vier weiteren Einsätzen kam. Mit Schalke stieg er am Saisonende in die 2. Bundesliga ab und kehrte anschließend kurzzeitig nach Frankfurt zurück. 
Im Juli 2021 unterschrieb er einen Vertrag beim 1. FC Union Berlin. Zum Auftakt der Saison 2023/24 gelang es Rønnow im Spiel gegen den 1. FSV Mainz 05, gleich zwei Elfmeter von Ajorque zu parieren. Dies markierte eine Premiere in seiner Bundesliga-Karriere nach zuvor elf nicht gehaltenen Elfmetern.

### Nationalmannschaft
Rønnow spielte am 28. Januar 2010 beim 1:0-Sieg auf Gran Canaria im Rahmen der Copa del Atlántico gegen Frankreich zum ersten Mal für die dänische U18-Nationalmannschaft. Insgesamt spielte er viermal für die dänische U18, dreimal für die U19 und einmal für die U20. Am 15. August 2012 spielte er beim 1:1 im EM-Qualifikationsspiel gegen die Färöer-Inseln seine erste Partie für die dänische U21-Nationalmannschaft. Die Qualifikation für die U21-EM-Endrunde 2013 in Israel wurde verfehlt, doch zwei Jahre später sicherte sich die dänische U21 die Teilnahme an der Europameisterschaft 2015 in Tschechien. Hier gehörte Rønnow zum dänischen Aufgebot, kam aber er zu keinem Einsatz. Bis 2015 absolvierte er insgesamt 14 Partien für die dänische U21.
Am 31. August 2016 absolvierte Rønnow beim 5:0-Testspielsieg in seiner Geburtsstadt Horsens gegen Liechtenstein seinen ersten Einsatz für die dänische A-Nationalmannschaft. Bei der WM 2018 gehörte er dem dänischen Aufgebot an, wurde jedoch nicht eingesetzt. Auch für die Europameisterschaft 2021 wurde der Torwart in den dänischen Kader berufen. Bei diesem Turnier erreichte Dänemark das Halbfinale und verlor dort mit 1:2 nach Verlängerung gegen England; Rønnow kam als Ersatztorwart zu keinem Einsatz. In der Folgezeit gehörte er beim Weltturnier 2022 in Katar und bei der Europameisterschaft 2024 in Deutschland zum Kader der Dänen, auch hier ohne gespielt zu haben. Vor der EM-Endrunde in der Bundesrepublik kam Rønnow am 5. Juni 2024 beim Testspiel im Parken in Kopenhagen gegen Schweden zu einem Einsatz. Es war sein 10. und letztes Länderspiel, denn am 5. November 2024 verkündete er seinen Rücktritt aus der dänischen Nationalmannschaft. Er verlor nie mit dem Nationalteam.

## Erfolge
Brøndby IF
- Dänischer Pokalsieger: 2017/18

## Sonstiges
Rønnow wurde im Oktober 2019 zum ersten Mal Vater.